# Quảng Hưng (phường)
Quảng Hưng là một phường thuộc thành phố Thanh Hóa, tỉnh Thanh Hóa, Việt Nam.

## Địa lý
Phường Quảng Hưng nằm ở phía đông nam thành phố Thanh Hóa, có vị trí địa lý: 
- Phía đông giáp huyện Hoằng Hóa, phường Quảng Phú và xã Hoằng Đại
- Phía tây giáp phường Đông Sơn và phường Quảng Thành
- Phía nam giáp phường Quảng Đông và phường Quảng Phú
- Phía bắc giáp phường Đông Hải và xã Hoằng Quang.

Phường Quảng Hưng có diện tích 6,18 km², dân số năm 2012 là 14.450 người, mật độ dân số đạt 2.338 người/km².

## Lịch sử
Trước đây, Quảng Hưng là một xã thuộc huyện Quảng Xương.
Ngày 6 tháng 12 năm 1995, Chính phủ ra Nghị định số 85-CP. Theo đó, xã Quảng Hưng được sáp nhập vào thành phố Thanh Hóa.
Ngày 19 tháng 8 năm 2013, Chính phủ ban hành Nghị quyết số 99/NQ-CP thành lập phường Quảng Hưng thuộc thành phố Thanh Hóa trên cơ sở toàn bộ diện tích và dân số của xã Quảng Hưng.
Quảng Hưng nằm bên tuyến kênh Nhà Lê, là tuyến đường thủy đầu tiên trong lịch sử Việt Nam từ kinh đô Hoa Lư đến Đèo Ngang và được xem là tuyến đường Hồ Chí Minh trên sông vì những đóng góp cho các cuộc chiến tranh của người Việt.